# Иероним (Волчанский)
Епископ Иероним Волчанский (ум. 14 октября 1754) — епископ Русской православной церкви, епископ Могилевский, Мстиславский и Оршанский.
Родной брат московского архиепископа Иосифа Волчанского.

## Биография
По некоторым сведениям, происходил из западно-русских дворян.
Окончил Киево-Могилянскую академию.
С 1734 года — «старший» игумен Виленского Свято-Духова монастыря.
Заявил о себе как о деятеле энергичном и решительном.
В 1742 году избран для возведения во епископа Могилёвского и Мстиславского, но долго не утверждался польским правительством. Иероним должен был жить в Москве.
2 октября 1744 года хиротонисан в Москве во епископа Могилевского и Мстиславского.
Епископ Иероним принял епархию в крайне бедственном положении — школ не было, духовенство было запугано, да и православный народ находился в страшном загоне. Большинство православных церквей было превращено в униатские. Всюду действовали униаты, которые сумели даже хиротонию Иеронима в сан епископа задержать почти на два года. Епископ Иероним энергично выступил в защиту Православия и занялся восстановлением православных церквей. Его деятельность вызвала жесткое преследование со стороны католицизма. Даже русские послы в Варшаве не только не защищали епископа Иеронима, но и, напротив, написали о нем императрице Елизавете как о человеке беспокойном.
Несмотря однако на все это, епископ Иероним продолжал борьбу. Он распространял просвещение, стремясь поднять престиж Православной Церкви на должную высоту. Преосвященный настоял на назначении особой комиссии для разбора жалоб православных на причиняемые им обиды со стороны католиков и униатов. Правда, в то время деятельность комиссии не принесла ощутительных результатов, но она подготовила массу материала, которым потом блестяще воспользовался преемник епископа Иеронима архиепископ Георгий (Конисский).
Борьба с католиками и униатами достигла крайнего напряжения; епископ Иероним, как доблестный пастырь, в этой борьбе забывал о себе.
Скончался 14 октября 1754 года. Погребён в Спасской Могилевской церкви.
Преосвященный Иероним среди православных западного края оставил память о себе как о выдающемся деятеле и ревнителе Православия.